# Союз украинских филателистов и нумизматов
Со́юз украи́нских филатели́стов и нумизма́тов (СУФН), реже Украи́нское филателисти́ческое и нумизмати́ческое о́бщество (укр. Союз українських філателістів і нумізматиків, англ. Ukrainian Philatelic and Numismatic Society, сокращённо UPNS), — объединение украинских коллекционеров, проживающих за рубежом, включая США, Канаду, Австралию и другие страны, и на Украине. Ведёт своё начало с 1951 года.

## История
Союз был основан 25 февраля 1951 года в Нью-Йорке. Первоначально объединение носило название Союз украинских филателистов (Society of Ukrainian Philatelists), а с 1972 года — Союз украинских филателистов и нумизматов.
К 1980 году в Союзе состояли коллекционеры из десяти стран. В 1983 году численность Союза возросла до 300 человек из 15 стран. В 1980-х — 1990-х годах Союз открыл отделения в Канаде, Австралии и Украине и вошёл в ряд национальных филателистических организаций. В 1991 году Союз насчитывал 782 члена, включая 96 пожизненных и 6 почётных.
По случаю 50-летия СУФН почтовое ведомство Украины выпустило в 2001 году художественный маркированный конверт (№ 15). Его тираж — 350 тыс. экз., художник — Валерий Сёмин.

### Председатели
За годы существования СУФН его председателями были:
- Евгений Котик (Eugene Kotyk),
- Р. Мартынюк,
- Иван Свит (Ivan Svit),
- Л. Попович,
- Ю. Слюсарчук (с 1971; G. Slusarczuk) и др.

## Деятельность
Области филателистической специализации и интересов Союза охватывают почтовые марки Украинской народной республики (1918—1920), Западно-Украинской народной республики, Закарпатской Украины и оккупационных администраций. При этом к последним филателисты Союза относят украинские выпуски всех государств и военных администраций, существовавших на территории современной Украины: Австрии, Польши, Венгрии, Румынии, Германии, Российской империи и СССР. С 1992 года одним из главных направлений деятельности Союза стали почтовые марки независимой Украины.
Союз входит в Американское филателистическое общество, Совет филателистических организаций (Council of Philatelic Organizations, США), Королевское филателистическое общество Канады (Royal Philatelic Society of Canada).
СУФН издаёт полугодичный журнал «Ukrainian Philatelist» («Украинский филателист»), двухнедельный бюллетень «Trident Visnyk» («Вестник Трезуба»), справочники и монографии.
Союз проводит периодические национальные конференции и выставки «UKRAINPEX», которые обычно организуются в разных городах каждый год (или два). Союз также устраивает аукционы.
По состоянию на январь 2009 года, ежегодный членский взнос составляет $28 для коллекционеров США и Канады и $48 для жителей других стран. Членам Союза за умеренную плату оказывается услуга по филателистической экспертизе.

## Руководство СУФН
В 2008 году было избрано руководство Союза в следующем составе:
- президент — А. Мартынюк (A. Martyniuk);

- исполнительный вице-президент — Я. Калын (J. Kalyn);
- вице-президенты — Ингерт Кузич (США; Игорь Кузич-Березовский, Ingert (Ihor) J. Kuzych-Berezovsky), М. Стельмакович (Канада; M. Stelmacovich), Г. Федык (Австралия; George D. Fedyk), Г. фон Штейден (Европа; G. von Steiden), В. Фурман (Украина; V. Furman);
- секретарь-казначей — Ю. Слюсарчук;
- арбитражная комиссия — Б. Фессак (B. Fessak), Р. Мазяк (R. Maziak), Б. Сова (B. Sowa);
- контрольно-ревизионная комиссия — В. Явровский (V. Jaworsky), Дж. Дытюк (J. Dytiuk), М. Шулевский (M. Shulewsky).

Кроме того, на следующие должности были назначены:
- редактор «Вестника Трезуба» — Л. Онышкевич (L. Onyshkevych);
- редактор «Украинского филателиста» — Джон Робертс (John C. Roberts);
- украинский редактор «Украинского филателиста» — А. Малыцкий (A. Malycky);
- заместители редактора «Украинского филателиста» — И. Кузич, Г. Федык и В. Забияка (Val Zabijaka);
- эксперт — Я. Ткачук (J. Tkachuk);
- ответственные по связям в Западном полушарии — П. Спивак (P. Spiwak), в Восточном полушарии — В. Забияка.[1]

## Награды СУФН
Союз украинских филателистов и нумизматов является официальным спонсором престижного приза имени Георгия Нарбута, который ежегодно вручается за лучший дизайн украинской марки, выпущенной в предыдущем году. Приз учредил в 1992 году директор Союза Ингерт Кузич, известный филателистический писатель, редактор и участник выставок.
Лучшие члены Союза награждаются премиями Юлиана Максимчука («Julian G. Maksymczuk Award»), Уэсли Капара («Wesley Capar Award»), Евгения Котика («Eugene Kotyk Award»), Андрея Солчаника («Andrij D. Solczanyk Award») и Степана Рыхтицкого («Stepan L. Rychtycky Award»), а также званием почётного члена СУФН.